# Vertemate con Minoprio
Vertemate con Minoprio är en kommun i provinsen Como i regionen Lombardiet i Italien. Kommunen hade 4 138 invånare (2018).